# 5 000 meter för herrar i friidrott vid olympiska sommarspelen 1972
5 000 meter herrar vid olympiska sommarspelen 1972 i München avgjordes 7-10 september. 

## Medaljörer
| Gren        | Guld                | Guld    | Silver                     | Silver  | Brons                      | Brons   |
| 5 000 meter | Lasse Virén Finland | 13.26,4 | Mohammed Gammoudi Tunisien | 13.27,4 | Ian Stewart Storbritannien | 13.27,6 |

## Resultat
- Q innebär avancemang utifrån placering i heatet.
- q innebär avancemang utifrån total placering.
- DNS innebär att personen inte startade.
- DNF innebär att personen inte fullföljde.
- DQ innebär diskvalificering.
- NR innebär nationellt rekord.
- OR innebär olympiskt rekord.
- WR innebär världsrekord.
- WJR innebär världsrekord för juniorer
- AR innebär världsdelsrekord (area record)
- PB innebär personligt rekord.
- SB innebär säsongsbästa.
- w innebär medvind > 2,0 m/s

| Placering | Namn                    | Tid     |
| --------- | ----------------------- | ------- |
|           | Lasse Virén (FIN)       | 13.26,4 |
|           | Mohammed Gammoudi (TUN) | 13.27,4 |
|           | Ian Stewart (GBR)       | 13.27,6 |
| 4.        | Steve Prefontaine (USA) | 13.28,4 |
| 5.        | Emiel Puttemans (BEL)   | 13.30,8 |
| 6.        | Harald Norpoth (FRG)    | 13.32,6 |
| 7.        | Per Halle (NOR)         | 13.34,4 |
| 8.        | Nikola Sviridov (URS)   | 13.39,4 |
| 9.        | Frank Eisenberg (GDR)   | 13.40,8 |
| 10.       | Javier Álvarez (ESP)    | 13.41,8 |
| 11.       | Ian McCafferty (GBR)    | 13.43,2 |
| 12.       | David Bedford (GBR)     | 13.43,2 |
| 13.       | Juha Väätäinen (FIN)    | 13.53,8 |
| –         | Mariano Haro (ESP)      | DNS     |